# I Turn to You (Melanie C)
I Turn to You è il quarto singolo estratto dall'album di debutto di Melanie C, Northern Star.
Il singolo è stato pubblicato il 7 agosto 2000 in Inghilterra ed è il suo secondo singolo ad aver raggiunto la prima posizione della classifica britannica. Ha raggiunto la vetta anche della classifica U.S. Dance Chart.
La canzone è stata usata per il film Sognando Beckham diventando così sempre più popolare, e ne fu realizzata una cover dalla band metal Machinae Supremacy, con la quale si esibirono live prima di inserirla negli album 667... The Neighbour Of The Beast del 2004 e Hard To be A Rock 'n Roller... in Kiev nel 2005.

## Tracce e formati
- UK CD1 / Taiwanese CD1 / South African CD

1. "I Turn to You" (Hex Hector Radio Mix) - 4:13
2. "I Turn to You" (Stonebridge R&B Radio Mix) - 3:37
3. "Never Be the Same Again" (Live at MTV) - 4:00
4. "I Turn to You" (Video)

- UK CD2 / Taiwanese CD2

1. "I Turn to You" (Damian LeGassick Radio Mix) - 3:50
2. "I Turn to You" (Stonebridge Club Mix) - 8:30
3. "Be the One" (Live at MTV) - 3:21

- European 2-Track CD

1. I Turn To You (Hex Hector Radio Mix) - 4:11
2. I Turn To You (Stonebridge Club Mix) - 8:30

- Australian CD

1. I Turn To You (Hex Hector Radio Mix) - 4:11
2. I Turn To You (Stonebridge Club Mix) - 8:30
3. Never Be The Same Again (Recorded Live At MTV) - 4:00
4. I Turn To You (Hex Hector Club Mix) - 10:29
5. I Turn To You (Tilt's Maverick Remix) - 10:13
6. I Turn To You (Video)

- US CD

1. "I Turn to You" (Hex Hector Radio Mix) - 4:13
2. "I Turn to You" (Stonebridge R&B Radio Mix) - 3:37
3. "I Turn to You" (Hex Hector Club Mix) - 9:21
4. "I Turn to You" (Stonebridge Club Mix) - 8:30

- UK 12" Vinyl 1

1. I Turn To You (Tilt's Maverick Mix) - 10:13
2. I Turn To You (Tilt's Maverick Dub) - 10:13

- UK 12" Vinyl 2

1. I Turn To You (Stonebridge Club Mix) - 8:30
2. I Turn To You (Hex Hector Club Mix) - 10:29
3. I Turn To You (Stonebridge F.F.F Dub) - 6:48
4. I Turn To You (Hex Hector Ground Control Dub) - 9:43

- US 12" Vinyl

1. I Turn To You (Hex Hector Club Mix) - 10:29
2. I Turn To You (Hex Hector Radio Mix) - 4:11
3. I Turn To You (Stonebridge Club Mix) - 8:30

- UK Cassette

1. I Turn To You (Hex Hector Radio Mix) - 4:11
2. Never Be The Same Again (Recorded Live At MTV) - 4:00
3. Be The One (Recorded Live At MTV) - 3:21

## Versioni ufficiali e remix
- I Turn To You (Sampler Version)* - 6:01
- I Turn To You (Album Version) - 5:49
- I Turn To You (Album Edit)** - 4:09
- I Turn To You (Damian LeGassick Radio Mix) - 3:50
- I Turn To You (Hex Hector Club Mix) - 10:29
- I Turn To You (Hex Hector Ground Control Dub) - 9:43
- I Turn To You (Hex Hector Main Club Mix Instrumental)** - 10:29
- I Turn To You (Hex Hector Radio Mix) - 4:13
- I Turn To You (Hex Hector Radio Mix #2) - 4:14
- I Turn To You (Hex Hector The Ambiance)** - 5:13
- I Turn To You (Hex Hector The Echopella)** - 4:49
- I Turn To You (Stonebridge Club Mix Instrumental)** - 8:30
- I Turn To You (Stonebridge Club Mix Radio Edit)** - 3:54
- I Turn To You (Stonebridge Club Mix) - 8:30
- I Turn To You (Stonebridge F.F.F Dub) - 6:48
- I Turn To You (Stonebridge R&B Mix)** - 5:13
- I Turn To You (Stonebridge R&B Radio Mix) - 3:37
- I Turn To You (Tilt's Maverick Dub) - 10:13
- I Turn To You (Tilt's Maverick Remix) - 10:13

## Classifiche
| Classifica (2000) | Posizione massima |
| ----------------- | ----------------- |
| Australia         | 11                |
| Austria           | 1                 |
| Belgio (Fiandre)  | 8                 |
| Belgio (Vallonia) | 11                |
| Danimarca         | 3                 |
| Finlandia         | 4                 |
| Germania          | 2                 |
| Irlanda           | 7                 |
| Italia            | 15                |
| Norvegia          | 2                 |
| Paesi Bassi       | 2                 |
| Polonia           | 8                 |
| Regno Unito       | 1                 |
| Repubblica Ceca   | 9                 |
| Svezia            | 1                 |
| Svizzera          | 3                 |
| Ungheria          | 4                 |

| Classifica di fine anno italiana (2000) | Posizione |
| --------------------------------------- | --------- |
| Classifica italiana                     | 90        |